# 韓德源
韓德源（938年—979年），辽国政治人物。韓匡嗣长子。性格愚钝贪婪，早年在耶律賢手下工作。后来耶律賢即位为辽景宗，他担任近侍。保宁年间，任崇义、兴国二军节度使，加检校太师。因为受贿赂，韩德让几次提意见，他也不改。以故论者少之。後加同政事门下平章事，遥摄保宁军节度使。乾亨初年去世。

## 家族
- 祖父：韩知古
- 父亲：韓匡嗣
- 弟弟：韩德让，後赐名隆运、韩德威、韩德崇、韩德凝